# عاشقان موسی
عاشقان‌موسی، روستایی از توابع بخش مرکزی شهرستان اسلام‌آباد غرب در استان کرمانشاه ایران است.

## جمعیت
این روستا در دهستان حومه شمالی قرار دارد و براساس سرشماری مرکز آمار ایران سرشماری عمومی نفوس و مسکن(۱۴۰۱)، جمعیت آن ۳۷۰ نفر (۶۹خانوار) بوده‌است.